# Varrelbusch
Varrelbusch is een plaats in de Duitse gemeente Garrel, deelstaat Nedersaksen, en telt 900 inwoners.
In 1911 kreeg het dorp een eigen kerkgebouw, dat in 1935 vervangen werd door een grotere kerk. In 1961 werd Varrelbusch een zelfstandige parochie.
De in 1938 aangelegde militaire vliegbasis bij Varrelbusch werd aan het einde van de Tweede Wereldoorlog, op 13 april 1945 door de Canadese troepen ingenomen. Tot 7 juli werd het door het 322 Dutch Squadron RAF als vliegbasis gebruikt. Op 8 mei 1945 werd Bevrijdingsdag gevierd met een fly-over, hierbij verongelukte een van hun piloten, de 22-jarige Engelsman Donald James Hunter. Tot de sluiting in 1948 werd het vliegkamp gebruikt door de RAF Germany.
- Gemeinsame Normdatei: 7568671-5
- Virtual International Authority File: 236150017